# Víktor Tourjansky
Victor Tourjansky o Víktor Tourjansky (4 de marzo de 1891– 13 de agosto de 1976) fue un actor, guionista y director cinematográfico ucraniano que, tras la Revolución rusa, emigró fuera de su país, trabajando en Francia,  Estados Unidos, UK, Alemania e Italia.

## Biografía
Su verdadero nombre era Viacheslav Konstantínovich Turzhanski, y nació en el seno de una familia de artistas en la ciudad de Kiev, actual Ucrania, y entonces parte del Imperio ruso. Tourjansky se mudó a Moscú en 1911, donde pasó un año estudiando bajo la dirección de Stanislavski. Empezó a integrarse en la industria del cine mudo y, dos años más tarde, en vísperas de la Primera Guerra Mundial, hizo sus primeras producciones como guionista y director. Cuando se inició la Revolución de Octubre huyó y permaneció en Yalta, la cual todavía no había caído bajo control de los bolcheviques.
Al nacionalizarse la industria cinematográfica en Crimea, en febrero de 1920, Torjansky emigró con la compañía de Iósif Yermóliev y sus actores a Francia vía Constantinopla. Fue acompañado por su esposa, la actriz Nathalie Kovanko, y de su cuñado, Boris de Fast. A su llegada a París cambió su nombre de nacimiento por el de Victor, más fácilmente pronunciable para los franceses, utilizando en ocasiones el seudónimo Victor de Fast.
En Francia, fue ayudante de dirección de Abel Gance en el rodaje de la película Napoleón (1927).
Posteriormente trabajó para la compañía Universum Film AG en Alemania, donde se instaló en la década de 1930. En 1931, conoció a la actriz francesa Simone Simon, para la cual rodó Le Chanteur inconnu, dirigiendo en 1935 otro film con ella,Les yeux noirs. Nathalie Kovanko se divorció de Victor Tourjansky y ella volvió a Ucrania.
A finales de la década de 1950, él fue a vivir a Italia y dirigió varias películas italianas bajo el nombre de Arnaldo Genoino.
Victor Tourjansky falleció en Múnich, Alemania, en 1976.

## Filmografía
- 1921: L'Ordonnance

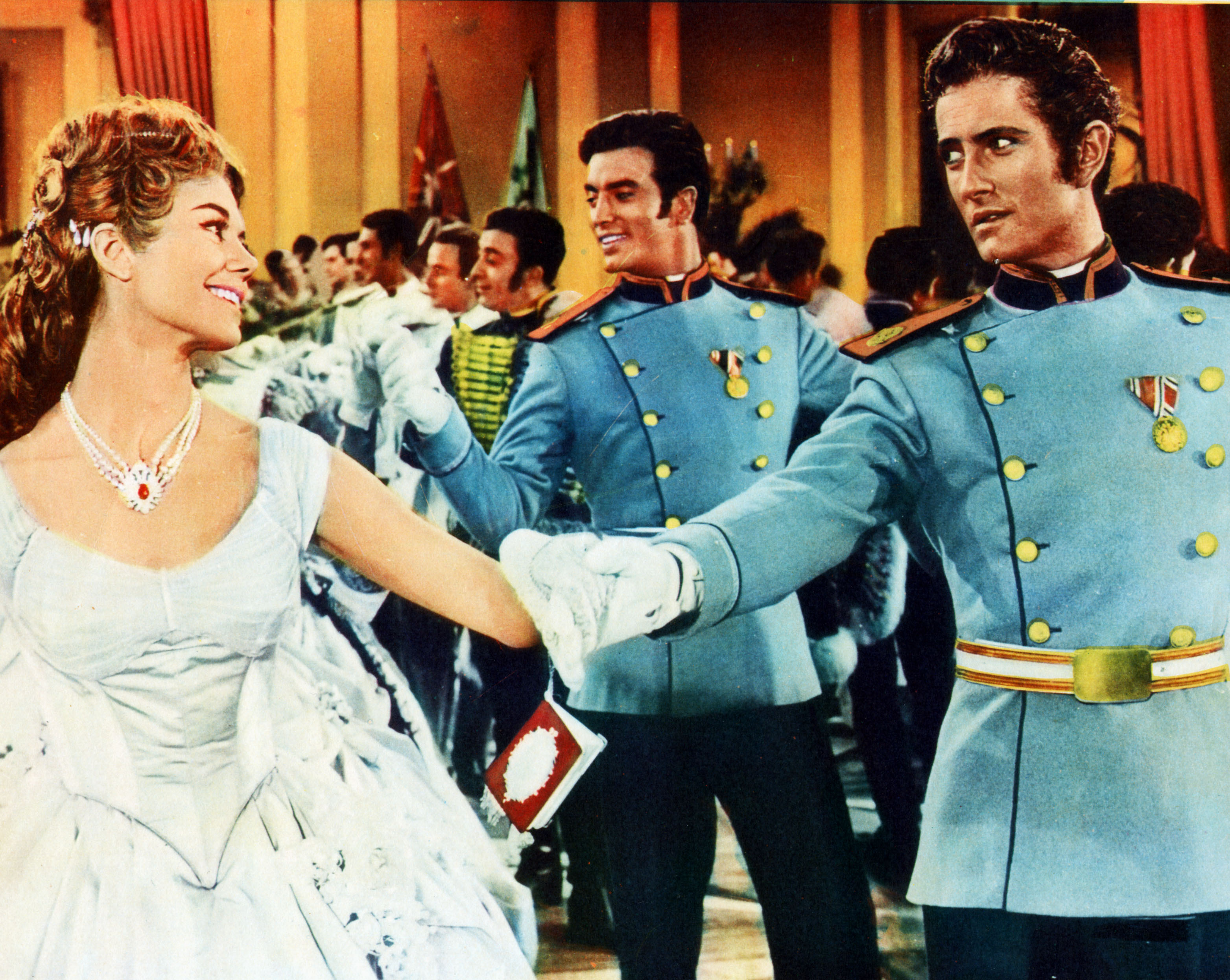
La actriz italiana Giorgia Moll (n. 1938) en un fotograma de I cosacchi.

- 1921: Les Contes de mille et une nuits
- 1922: Le Quinzième Prélude de Chopin
- 1922: Nuit de carnaval
- 1922: La Riposte
- 1923: Le Chant de l'amour triomphant
- 1923: Calvaire d'amour
- 1924: Ce cochon de Morin
- 1924: La Femme masquée
- 1925: Le Prince charmant
- 1926: Michel Strogoff
- 1928: The Adventurer
- 1928: Wolga Wolga
- 1929: Manolescu, der König der Hochstapler
- 1931: L'Aiglon
- 1931: Der Herzog von Reichstadt
- 1931: Le Chanteur inconnu
- 1932: Hôtel des étudiants
- 1933: La Bataille
- 1933: L'Ordonnance
- 1934: Volga en flammes
- 1934: The Battle
- 1935: Les Yeux noirs
- 1935: Die ganze Welt dreht sich um Liebe
- 1936: Puits en flammes
- 1936: La Peur
- 1936: Vertige d'un soir
- 1936: Stadt Anatol
- 1937: Le Mensonge de Nina Petrovna
- 1938: Verklungene Melodie
- 1938: Nostalgie
- 1938: Geheimzeichen LB 17
- 1938: Der Blaufuchs
- 1939: Der Gouverneur
- 1939: Eine Frau wie Du
- 1940: Feinde
- 1940: Die keusche Geliebte
- 1941: Illusion
- 1942: Die goldene Brücke
- 1943: Liebesgeschichten
- 1943: Tonelli
- 1944: Orient-Express
- 1948: Si te hubieses casado conmigo
- 1949: Dreimal Komödie
- 1949: Der blaue Strohhut
- 1950: Der Mann, der zweimal leben wollte
- 1950: Vom Teufel gejagt
- 1951: Mutter sein dagegen sehr
- 1953: Ehe für eine Nacht
- 1953: Salto Mortale
- 1953: Arlette erobert Paris
- 1954: Morgengrauen
- 1955: Die Toteninsel
- 1955: Königswalzer
- 1956: Beichtgeheimnis
- 1957: La Venere di Cheronea
- 1958: Herz ohne Gnade
- 1959: Erode il grande
- 1959: I battellieri del Volga
- 1960: I cosacchi
- 1960: La donna dei faraoni
- 1961: Le Triomphe de Michel Strogoff
- 1962: Cléopâtre, une reine pour César